# Zaspa-Rozstaje
Zaspa-Rozstaje – dzielnica administracyjna Gdańska, położona w północnej części miasta.  
Sąsiadujące dzielnice: 
- od północnego zachodu – Przymorze Wielkie
- od północnego wschodu – Brzeźno
- od wschodu i południa – Wrzeszcz Dolny
- od południowego zachodu – Zaspa-Młyniec – druga część osiedla mieszkaniowego Zaspa.

Rozstaje zostały wybudowane od końca lat 70. do połowy 80. XX w. na terenie byłego lotniska Gdańsk-Wrzeszcz. Pozostałością po lotnisku jest dawny hangar, zaadaptowany na potrzeby Galerii Zaspa (dawniej ETC). Historycznie nazwa pochodzi od Dworu Rozstaje, obecnie pod adresem Chrobrego 94. 
Na terenie dzielnicy znajdują się: Cmentarz Ofiar Hitleryzmu, zajmujący dużą część dzielnicy Park im. Jana Pawła II oraz Parafia Opatrzności Bożej.

## Rada Dzielnicy

### III kadencja 2024–2029[5][6][7][8]
- Przewodniczący Zarządu Dzielnicy
  - Piotr Skiba
- Przewodniczący Rady Dzielnicy
  - Jakub Puszkarski

### II kadencja 2019–2024[9]
- Przewodniczący Zarządu Dzielnicy
  - Piotr Skiba
- Przewodniczący Rady Dzielnicy
  - Jakub Puszkarski

### I kadencja 2015–2019[10]
Wybory do Rady Dzielnicy odbyły się w październiku 2017
- Przewodniczący Zarządu Dzielnicy
  - Piotr Skiba
- Przewodniczący Rady Dzielnicy
  - Ryszard Balewski

## Przypisy

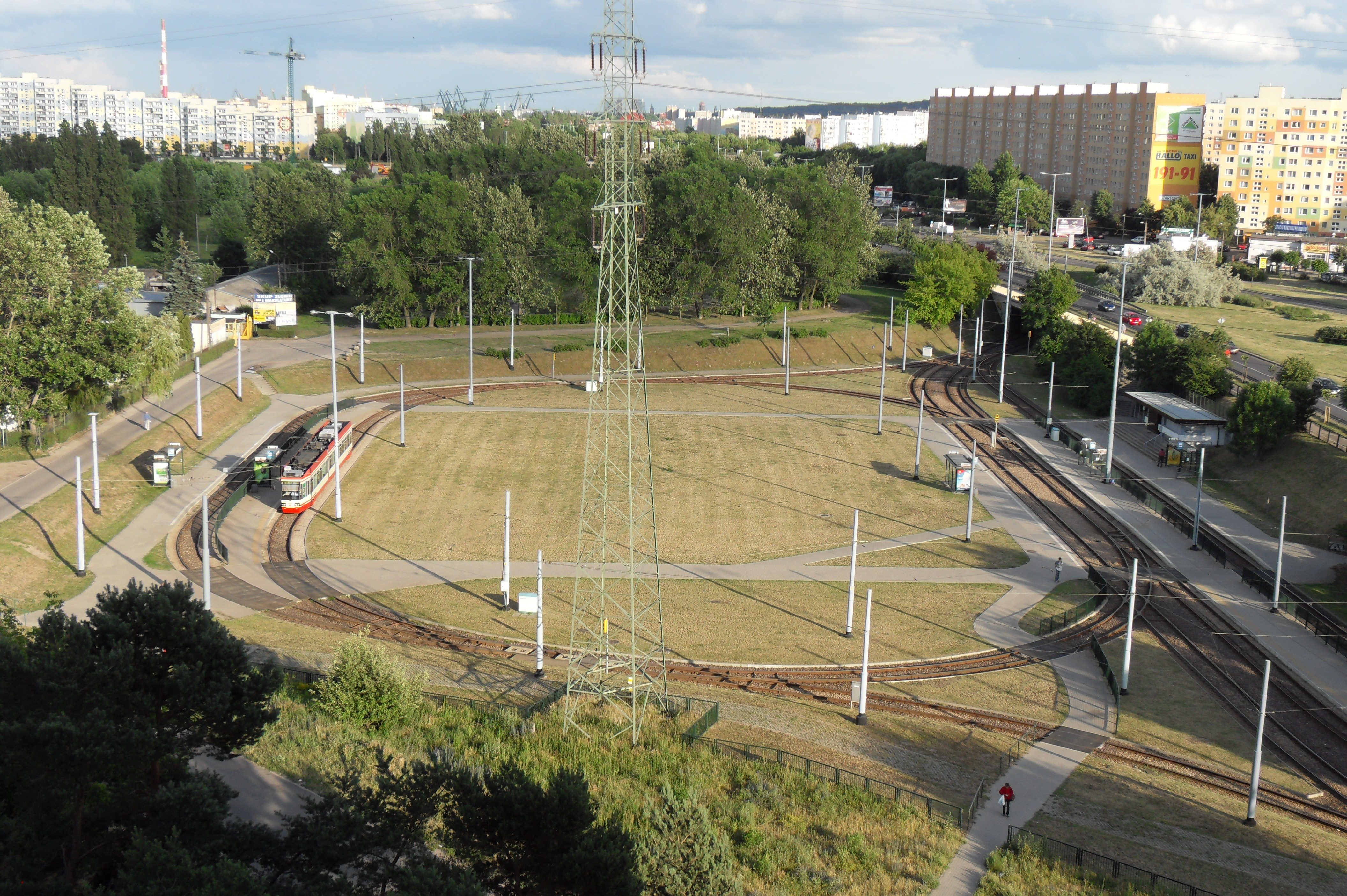
Pętla tramwajowa Zaspa